# Marcos de Niza
Marcos de Niza (Niza, Reino de Cerdeña, 1495 - Ciudad de México, Virreinato de Nueva España, 25 de marzo de 1558) fue un fraile y misionero franciscano, explorador y cronista español.

## Biografía

### Virreinato de Perú
Nacido en Niza, en el reino de Cerdeña bajo soberanía de la Corona de Aragón. Se embarcó desde España con destino a América en 1531. Su primer destino fue el virreinato de Perú, donde obtuvo el cargo de comisario y primer custodio de los franciscanos, emprendiendo una labor misional en 1532. En 1534 se encontraba en la actual Ecuador, entonces Gobernación de Nueva Castilla, durante la conquista del Imperio incaico. Su testimonio sobre lo acontecido en esta época con relación al proceso de Atahualpa fue uno de los que dieron forma a la posterior Brevísima relación de la destrucción de las Indias (1552). Esta visión de fray Marcos de Niza y otros hermanos franciscanos inspiraron el tratado del padre Nicolás Herborn en el Capítulo General de Toulouse sobre cómo misionar, referencias a nuevas lecturas y a la Regla franciscana. Hasta su marcha a Nueva España, De Niza participó en las campañas de conquista militar y acuerdos diplomáticos de Pizarro, Pedro de Alvarado o Sebastián de Benalcázar y medió en las luchas de poder entre los conquistadores.

### Virreinato de Nueva España

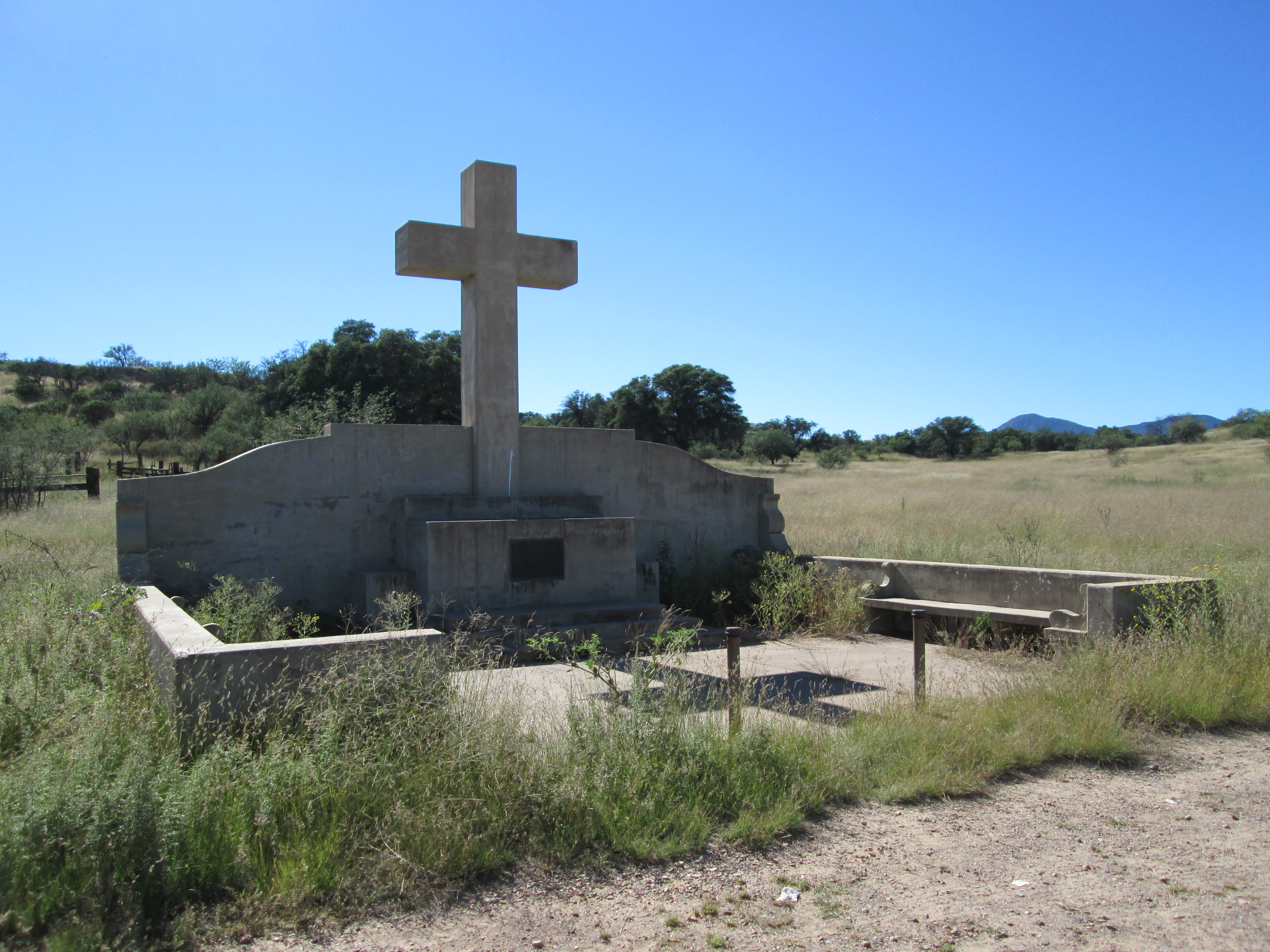
Monumento a fray Marcos de Niza (Lochiel, condado de Santa Cruz, Arizona, EE. UU.)

En 1537 fue requerido en Nueva España por Fray Juan de Zumárraga. Los relatos de las siete ciudades de oro, Cíbola y Quivira le llegaron durante las labores misionales en Nueva Galicia.

#### Expedición Culiacán-Hawikuh (1539)
Como continuación de la expedición de Pánfilo de Narváez y Álvar Núñez Cabeza de Vaca (1528-1536), cuyo recorrido abarcó desde la bahía de Tampa (Florida, EE. UU.) hasta Culiacán (Sinaloa, México), el virrey Antonio de Mendoza encargó la organización de una nueva expedición a los territorios Apache (Arizona, EE. UU.). Marcos de Niza encabezó la expedición, que fue guiada por Estebanico, integrante de la anterior expedición. La expedición partió de San Miguel de Culiacán (actual Culiacán, Sinaloa, México). A la altura de Vacapa (probablemente ubicado en algún lugar del estado de Sonora) Estebanico fue mandado como adelantada de la expedición, regresando con noticias de los indígenas sobre ciudades colmadas de riquezas. Los relatos llevaron a Marcos de Niza a pensar que se trataba de las míticas Siete Ciudades de Cíbola y Quivira, cuyas riquezas apoyarían la evangelización de los indígenas. Partió nuevamente Estebanico con un pequeño grupo de la expedición hasta llegar a Hawikuh (Nuevo México, EE. UU.). Sin embargo, los indígenas les rechazaron, asesinado al propio Estebanico y huyendo el resto.
De Niza regresó a la Ciudad de México e informó el 2 de septiembre de 1539. El relato que presentó sobre la expedición incluía información que después se comprobó falsa. Para poder justificar la colosal inversión que suponían la expediciones y poder evangelizar a los numerosos indios que sabía que poblaban esa región, explicó que tras la muerte de Estebanico la expedición había avistado a lo lejos una ciudad más grande que la gran Tenochtitlán (Ciudad de México). Aumentó el relato con la descripción de vajillas de plata y oro, y estancias decoradas con turquesas y perlas gigantescas, esmeraldas.

#### Expedición junto a Vázquez de Coronado (1540)
Sobre el relato de De Niza se organizó una gran expedición para explorar y tomar posesión de la región y su riquísima ciudad. La expedición fue encabezada por Francisco Vázquez de Coronado, quien llevaba como guía al fraile Marcos de Niza. El 22 de abril de 1540 salió Coronado de Culiacán al mando de un pequeño grupo de expedicionarios, en tanto el grueso de la expedición iría más lentamente al mando de Tristán de Arellano (en cada villa española se reorganizaba la expedición terrestre), a la vez que partía otra expedición por mar al mando de Fernando de Alarcón para abastecer a la expedición de tierra.
Coronado atravesó el actual estado de Sonora e ingresó al ahora estado de Arizona. Allí comprobó que las historias de Marcos de Niza eran falsas al no encontrar ninguna riqueza de las que el fraile había mencionado. Además resultó falsa la aseveración del fraile que desde aquellas tierras se podía ver el mar, ya que como le dijeron los nativos a Coronado y lo comprobó él mismo, el mar se encontraba a muchos días de camino. En julio de 1540 Fray Marcos regresó a Ciudad de México.

### Últimos Años
Poco se sabe después de sus actividades posteriores a 1540. En 1546 escribe una carta a Fray Juan de Zumárraga. Enfermó de artritis. Estuvo en Jalapa. En 1554 un fraile informó de su estado "tullido de pies y manos". Pasó al convento de San Francisco en Ciudad de México donde murió desprestigiado el 3 de marzo de 1558.

## Obras
- Información hecha en Santiago de Guatemala sobre el concierto celebrado entre el Adelantado D. Pedro de Alvarado y el Mariscal D. Diego de Almagro, para el descubrimiento y conquista de tierras (1536) Santiago de Guatemala, 25 Septembre 1536. Archivo General de Indias, Patronato, 180, Ramo 66, 1
- Relación de Fr Marcos de Niza a la provincia de Culuacan en Nueva España, 1539 (1539) Legajo del Patronato Real del Archivo General de Indias (España)[7]
- Descubrimiento de las siete ciudades por Fray Marcos de Niza. 1539 (1539) Colección Juan Bautista Muñoz- Archivo de la Real Academia de la Historia (España)[8]